# Opportunity (film 1912)
Opportunity è un cortometraggio muto del 1912. Non si conosce il nome del regista del film che fu prodotto dalla Majestic Motion Picture Company.

## Produzione
Il film fu prodotto dalla Majestic Motion Picture Company.

## Distribuzione
Distribuito dalla Motion Picture Distributors and Sales Company, il film - un cortometraggio in una bobina - uscì in sala il 26 marzo 1912.